# 泛太平洋酒店集團
泛太平洋酒店集團有限公司，簡稱泛太平洋酒店集團（英語：Pan Pacific Hotels Group Limited，SGX：H49），在1988年由华业集团有限公司設立酒店連鎖集團，該公司前身為「文雅酒店有限公司」。
業務主要在新加坡、中國、越南、馬來西亞等地區經營各類酒店，股份在1990年7月18日於新加坡交易所主板上市。主席為黃祖耀，總裁為桂連強。總部位於238A Thomson Road #08-00 Novena Square Office Tower A Singapore 307684。

## 連結
- pphg.com （页面存档备份，存于）